# Сеад Липовача
Сеад "Зеле" Липовача, рођен је у Бихаћу 31. августа 1955. године, фронтмен је рок групе "Дивље јагоде" и најбољи соло гитариста на подручју бивше Југославије.

## Биографија
У раном детињству учи да свира гитару код свог првог и јединог учитеља по имену Дино Торомановић. Основну школу похађао је у родном Бихаћу. Као дете имао је два узора, двојицу гитариста, један је био Ричи Блекмор, а други Џими Хендрикс. Одмалена је хтео да крене њиховим путем, па је први „фендер“ купио са 16 година, и то црвени, баш какав је имао и Хендрикс. У Загребу је студирао спољну трговину. Свирао је у саставима Бисери, Селекција и Зенит. Месеца маја 1977. са певачем Антом Јанковићем и басистом Нихадом Јусуфхоџићем, који су такође били у групи Зенит, покреће групу Дивље јагоде.
Крајем осамдесетих година прошлог века, имао је понуду да пређе у познати енглески хард рок бенд Вајтснејк, али је одбио ту могућност.